# Sint-Thomaskerk (Straatsburg)
De Sint-Thomaskerk (Frans: Église Saint-Thomas) in Straatsburg is een vijfbeukige hallenkerk die wordt beschouwd als de "kathedraal" van de lutherse protestanten in de Elzas.

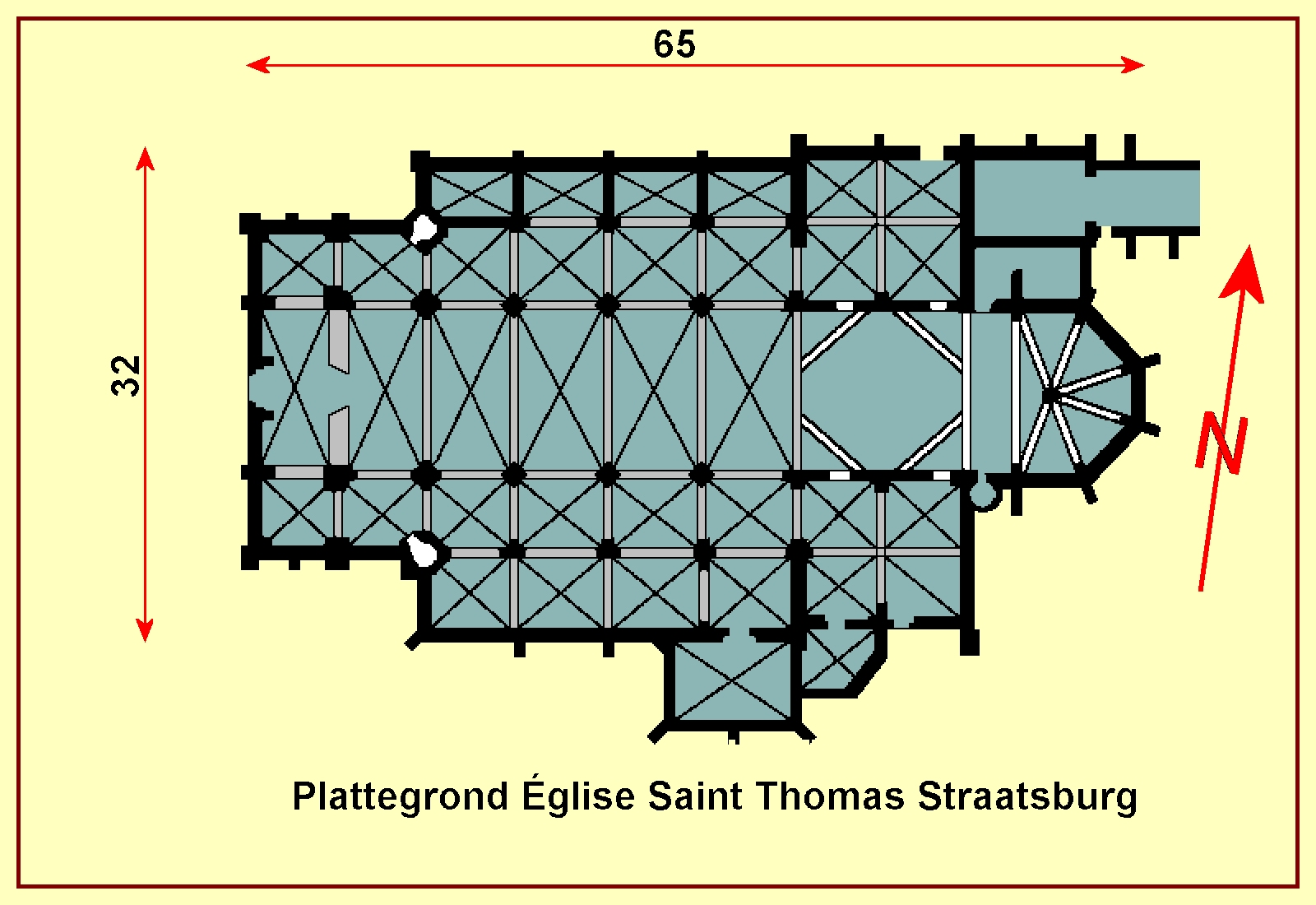
Plattegrond eglise Saint Thomas Straatsburg

## Geschiedenis
Opgravingen hebben uitgewezen dat op de plaats van de huidige kerk in de vierde eeuw een gebedsplaats toegewijd aan Thomas de Apostel was. Aan het einde van de 7e eeuw werd Sint Florentius van Straatsburg er begraven. Hij was een Schotse evangelist die bisschop van Straatsburg was van 678 tot 693 (feestdag op 4 april of 7 november).
Rond 820 liet Adelochus (786–823), de 27e bisschop van Straatsburg, de kerk en de nabijgelegen school herbouwen. Het beheer werd overgedragen aan de Duitse kapittelheren. Adelochus werd in de kerk begraven, zijn sarcofaag is een meesterwerk van romaanse beeldhouwkunst uit het begin van de 12e eeuw. In 1007 en 1144 werden beide gebouwen door brand verwoest. In 1196 werd begonnen met de bouw van de gevels van de huidige kerk die pas in de 15e eeuw werd voltooid.

### Reformatie

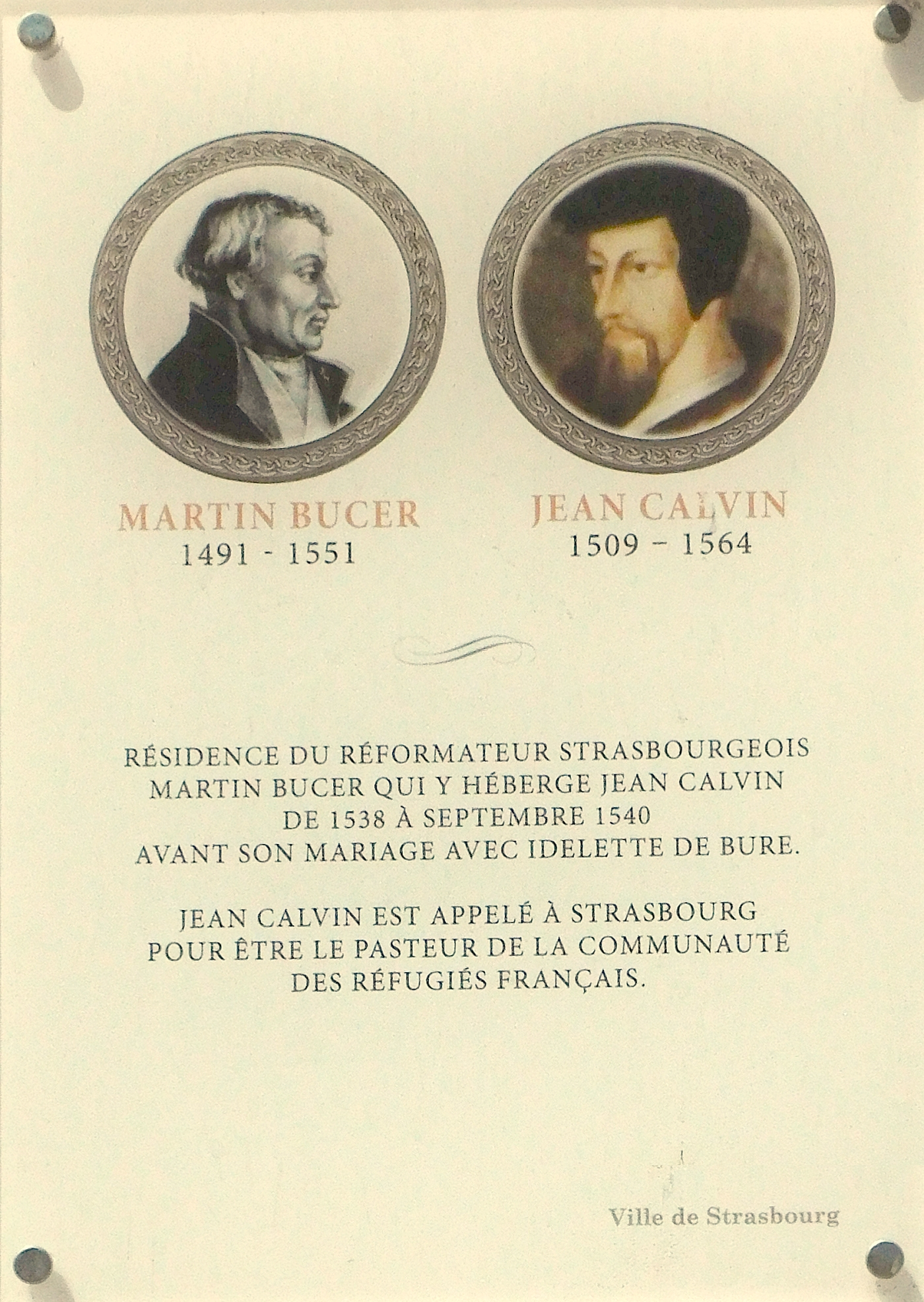
Plaquette

In 1524 werd de Reformatie in de Saint-Thomaskerk doorgevoerd. Martin Bucer, de hervormer van Straatsburg, was er predikant van 1524 tot 1540. Een van zijn opvolgers, kanunnik Marc Otto, nam deel aan de onderhandelingen over de Vrede van Westfalen en was in 1648 een van de ondertekenaars van het Verdrag van Munster, dat een einde maakte aan de Dertigjarige Oorlog. Dankzij de bepalingen van dit verdrag is de Saint-Thomas altijd protestants gebleven, ook tijdens de periode van 1685 (het Edict van Fontainebleau) tot 1787 (het Edict van Versailles).
Johannes Calvijn predikte in de jaren dat hij in Straatsburg verbleef (1538-1541) geregeld in de Saint-Thomas. Schuin tegenover de kerk op nummer 3 is een plaquette aangebracht met de portretten van Martin Bucer en Johannes Calvijn.
De kerk wordt nu (2023) gebruikt als gebedshuis, tentoonstellings- en concertlocatie.

## Architectuur
De kerk is een massief gebouw uitgevoerd in roze zandsteen met twee torens, een lage rechthoekige portiektoren met een markante spits en boven de apsis een zeshoekige toren. Het gebouw is opgetrokken in romaanse stijl. De noordwand, die als laatste werd voltooid, is in gotische stijl met lombardische bogen. Het interieur is voornamelijk gotisch.
Het is een vijfbeukige hallenkerk, een type dat vrij zeldzaam is in Frankrijk. De brede hoofdbeuk vormt een contrast met de even hoge slanke zijbeuken. Oorspronkelijk waren er vijf kapellen, waarvan er nu nog drie resteren: de chapelle Saint-Blaise, de chapelle Saint-André en de chapelle des Saint-Evangélistes. Tussen het transept en het westelijke romaans-gotische massief zijn twee driebeukige pijlers geplaatst. Het koor heeft een zeshoekige apsis met een enkele rechte overspanning.

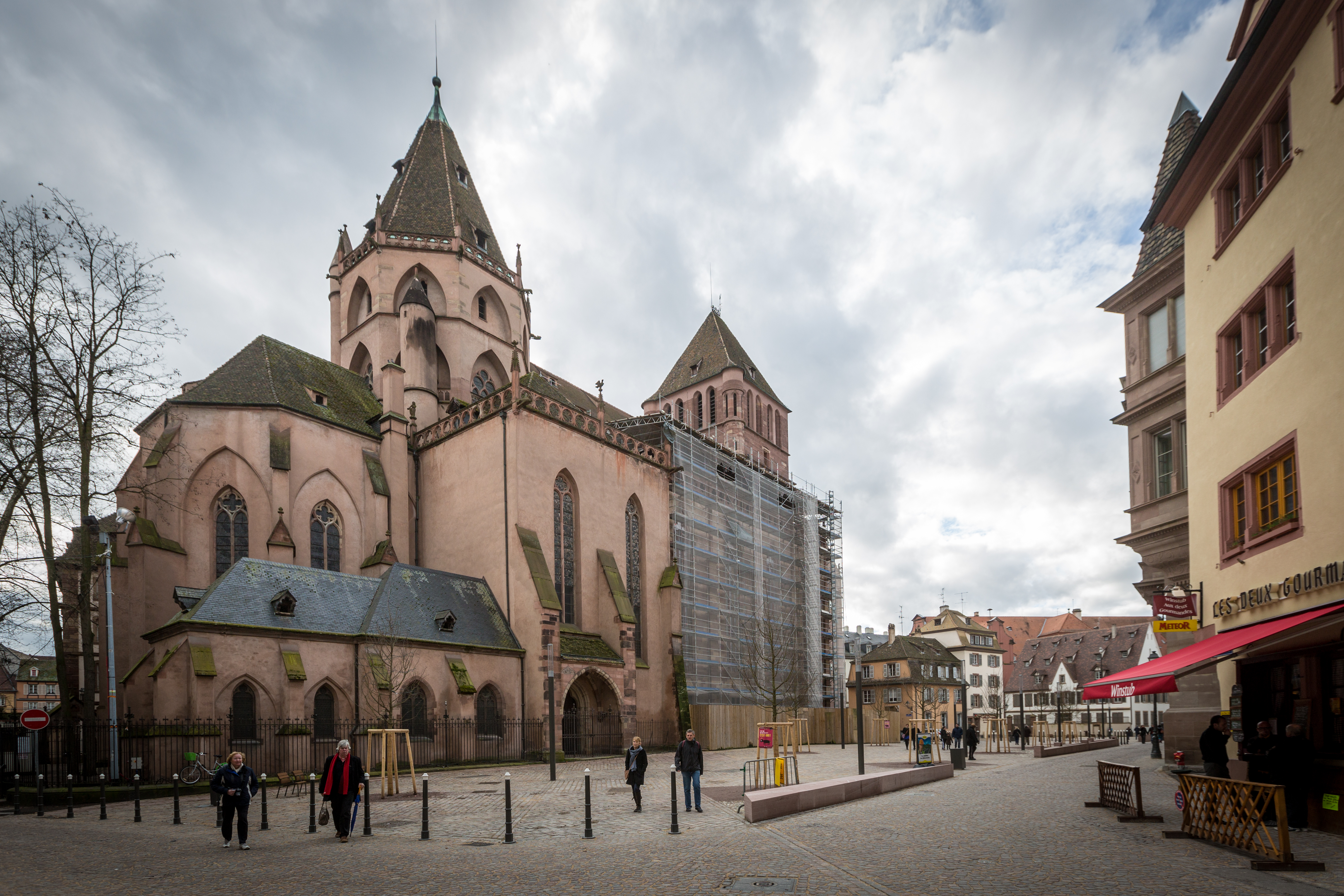
Noordzijde
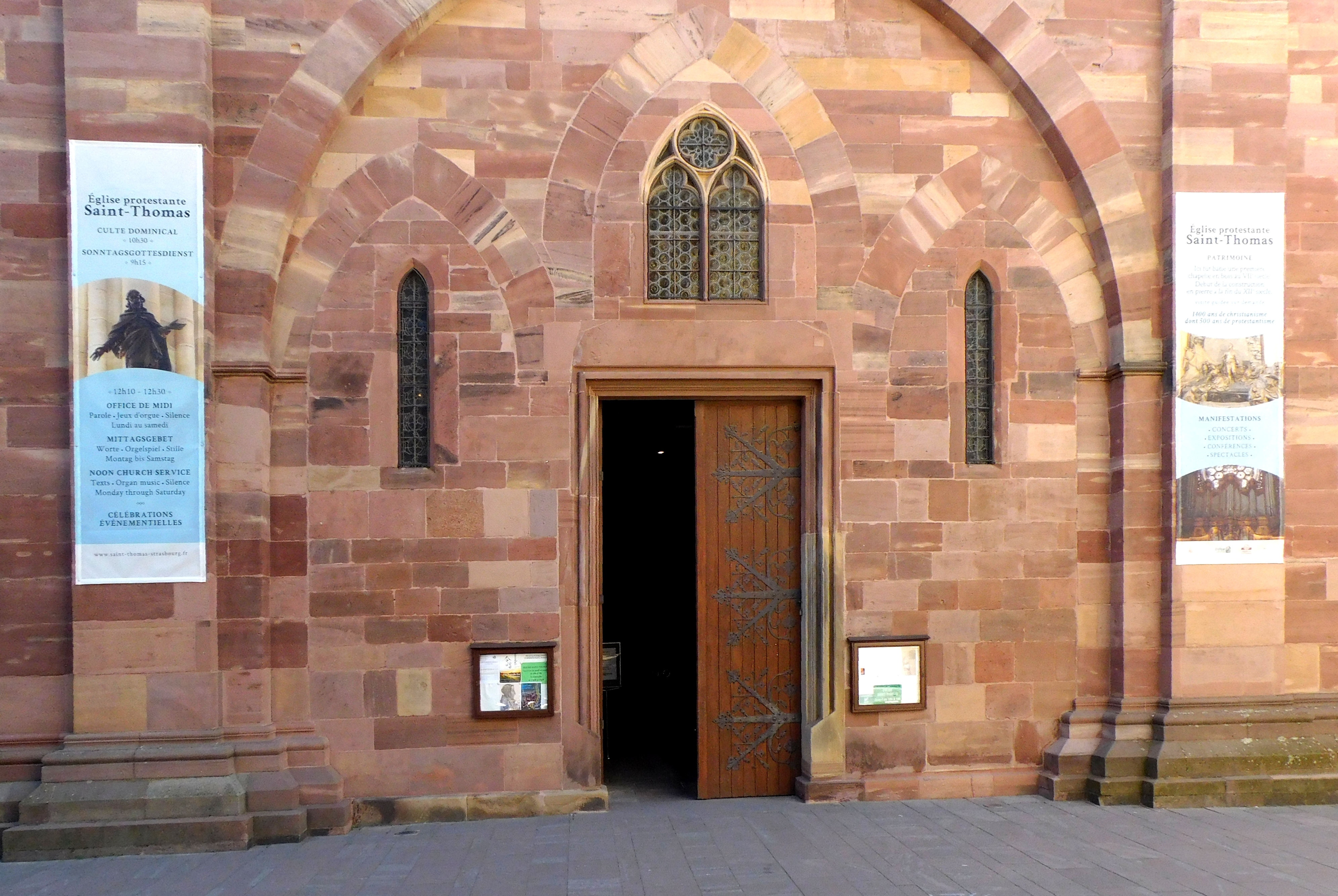
Hoofdingang
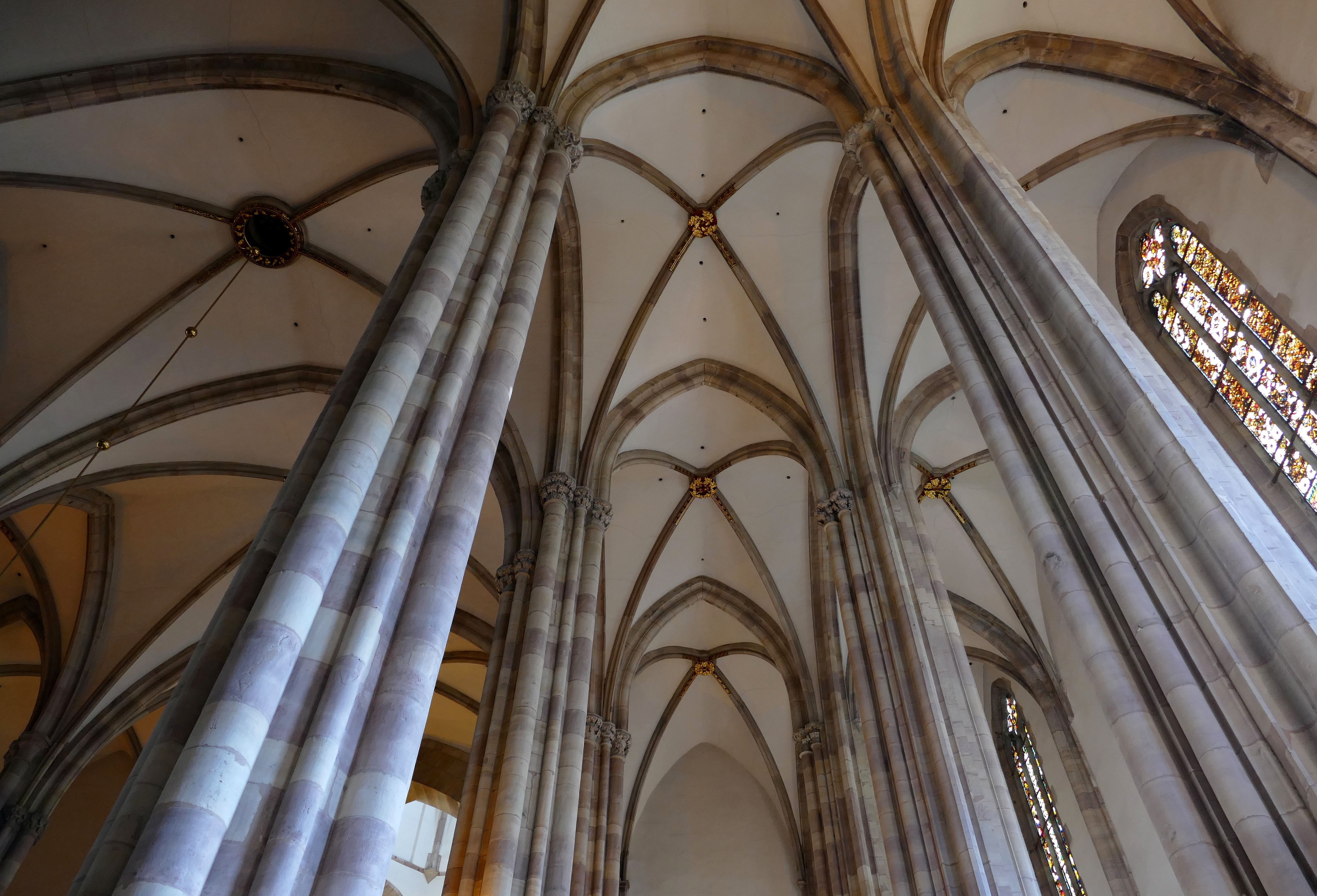
Driebeukige pijlers
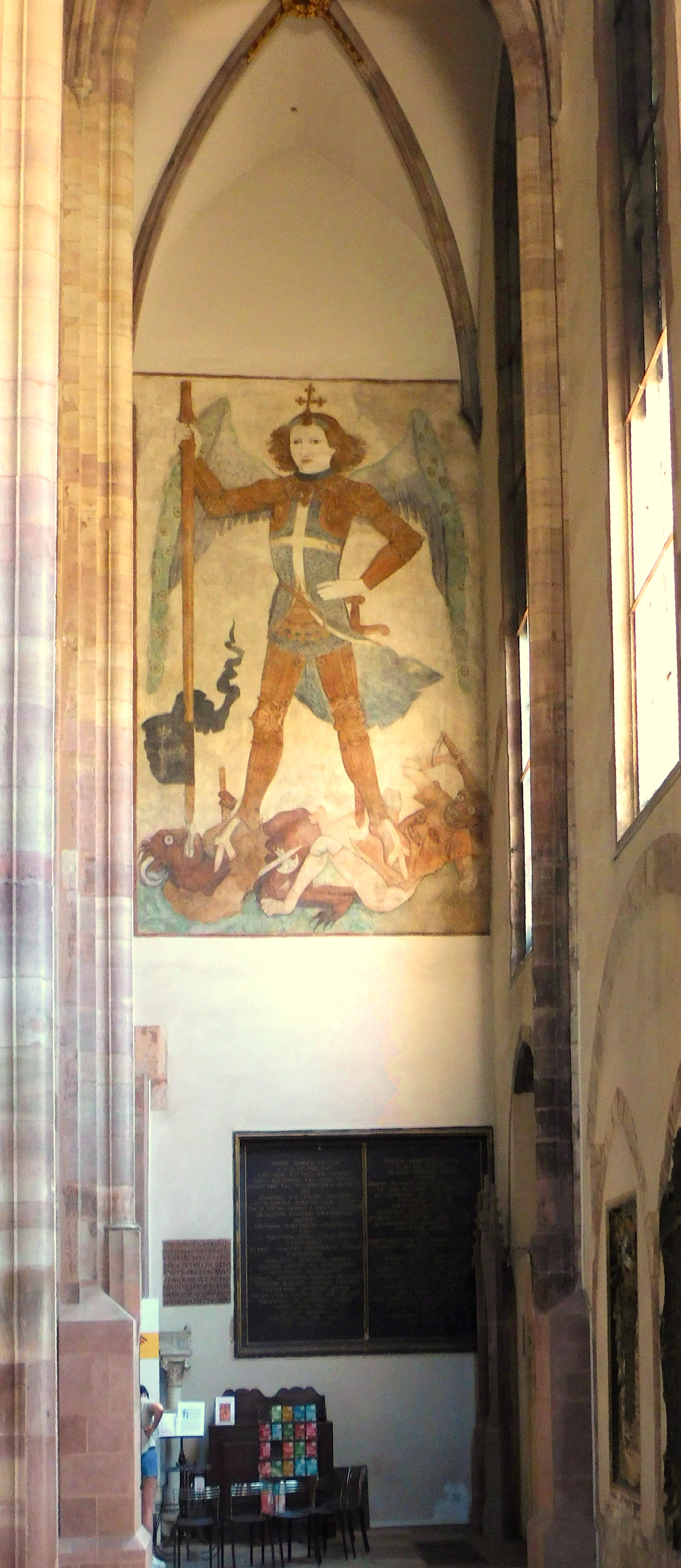
Zijbeuk met fresco met de aartsengel Sint Michiel
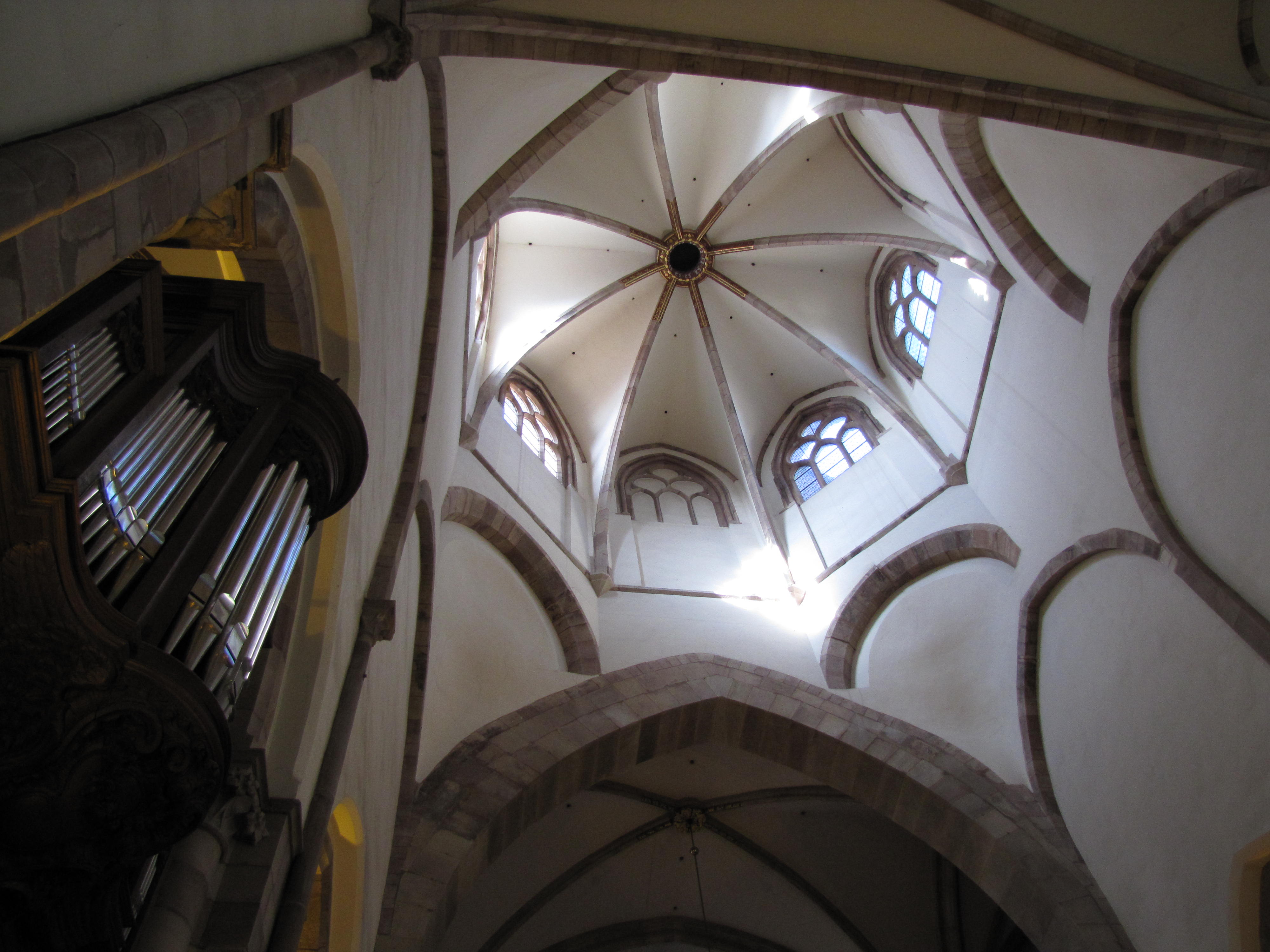
Gewelf onder achterste toren
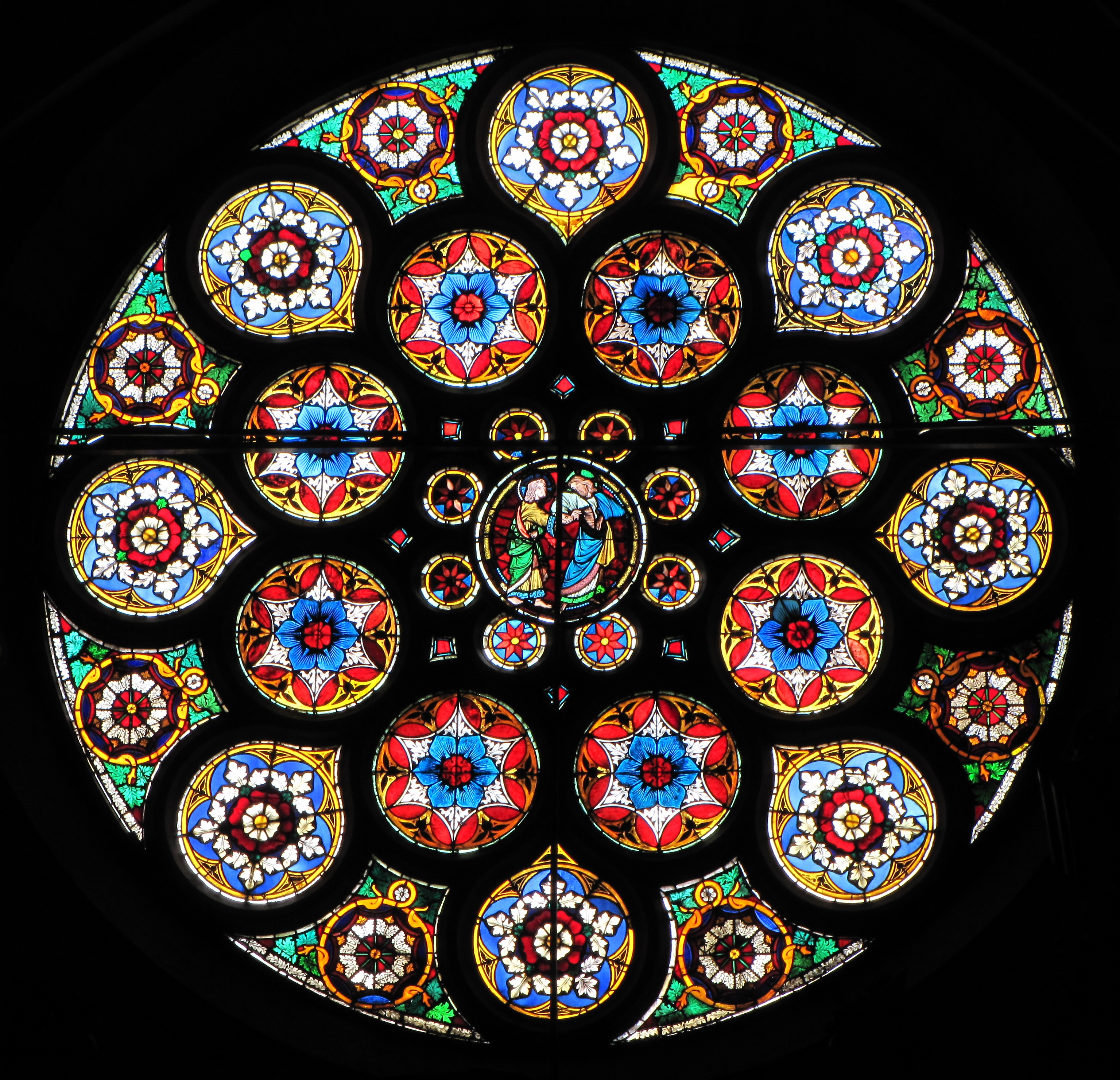
Roosvenster
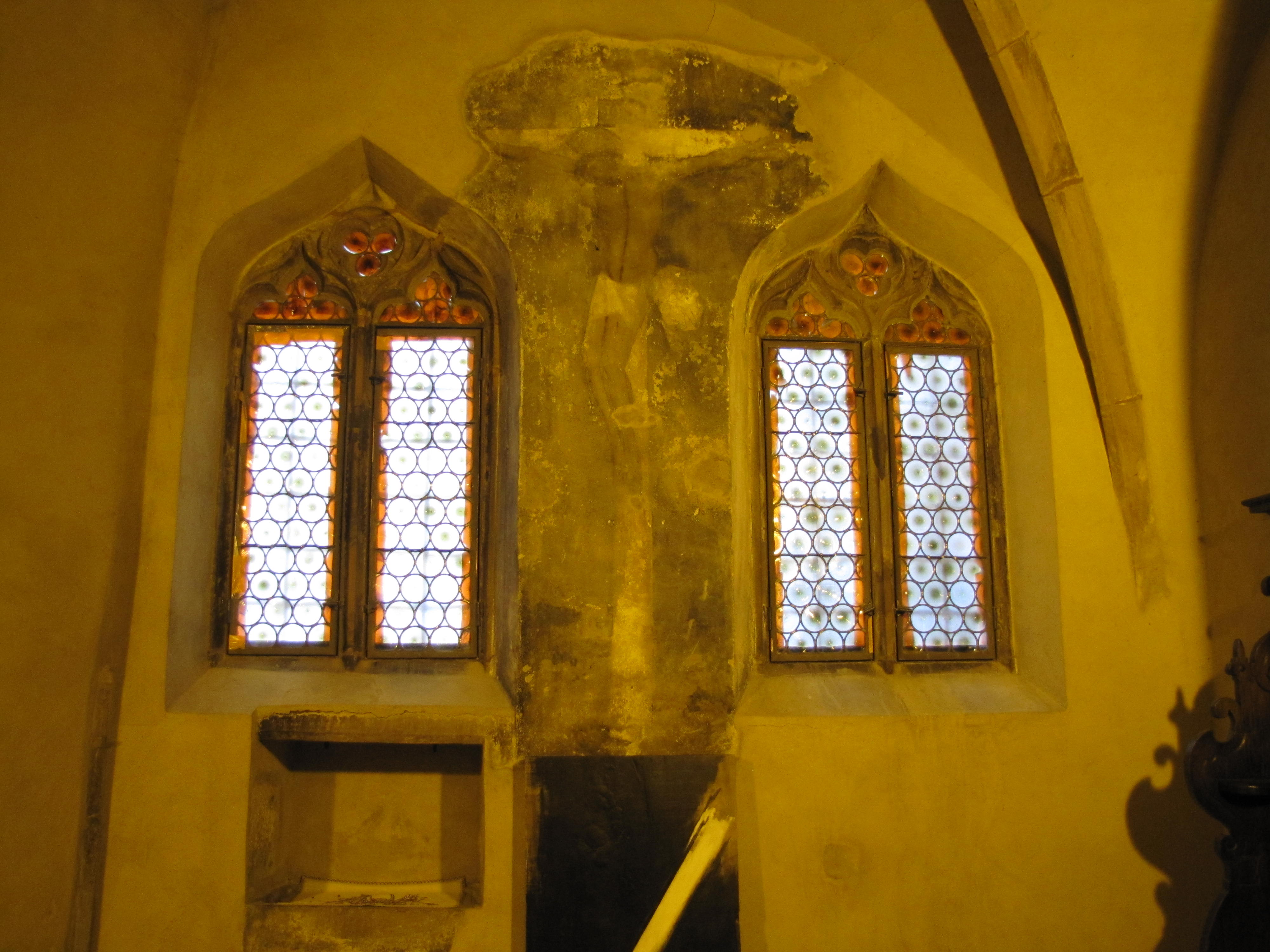
Chapelle des Évangélistes
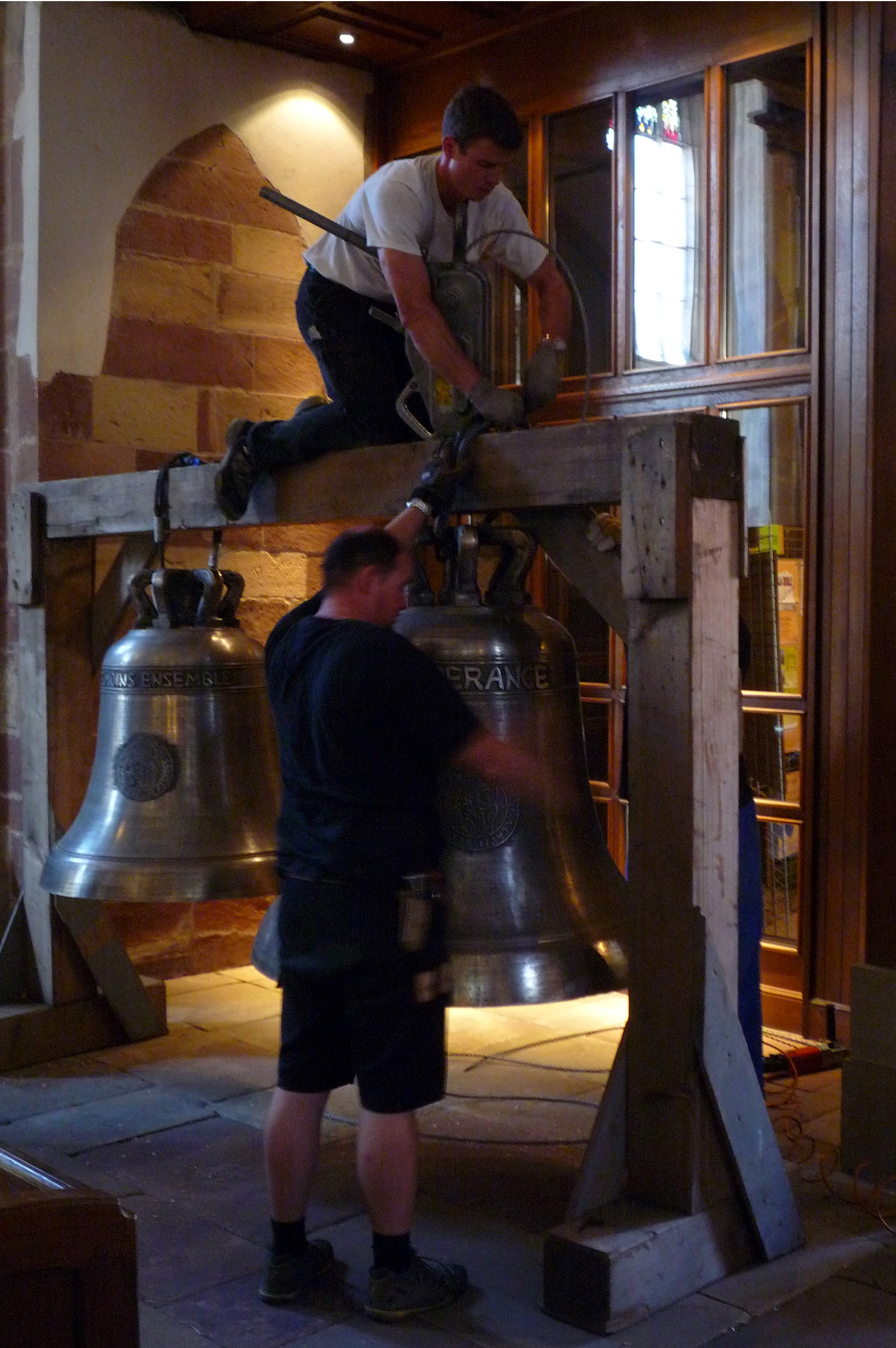
Installatie nieuwe klokken, 2009

## De klokkentoren
In 2009 werd de klokkentoren geheel gerestaureerd en werden de twee klokken in de toren aangevuld met vier nieuwe klokken. Geheel in overeenstemming met de christelijke traditie werden de klokken gegoten door de firma A. Bachert in Karlsruhe op vrijdag 29 mei 2009, op het moment van Christus' dood:
- "Témoins ensemble" (Samen getuigen): gewicht 728 kg, diameter 981 mm, toon la (3).
- "Espérance" (Hoop): gewicht 1.094 kg diameter 1.155 mm, toon fa #.
- "Foi" (Geloof): gewicht 1.549 kg, diameter 1.293 mm, toon mi (3).
- "Amour" (Liefde): gewicht 2.075 kg, diameter 1.478 mm, toon do #.

De historische bourdonklok met gewicht van 4 ton, gegoten door Mathieu Edel in 1486, is buiten werking gesteld omwille van storingen aan het aandrijfmechanisme.
De klokken worden 5 minuten eerder geluid dan die van de kathedraal zodat beide tot hun recht komen.

### Interieur
Van de glas-in-loodramen zijn alleen die aan de noordzijde van het schip bewaard gebleven.
De meest interessante grafmonumenten zijn:
- De romaanse sarcofaag van bisschop Adelochus.
- De grafsteen van de Straatsburgse patriciër en beschermheer van de Saint-Thomas Nicolas Roeder de Tiersberg, uit 1509, met een weergave van een lijk in ontbinding.
- Het barokke grafmonument van maarschalk Maurits van Saksen. Het is het werk van beeldhouwer Jean-Baptiste Pigalle; hij werkte er meer dan 20 jaar aan, van 1751 tot 1771.
- Een medaillon van Martin Bucer.
- Het grafschrift van Sebastian Brant.
- Een marmeren monument ter nagedachtenis aan Jérémie-Jacques Oberlin.
- Het grafmonument van Jean-Daniel Schoepflin.
- Het grafmonument van Christophe Guillaume Koch.

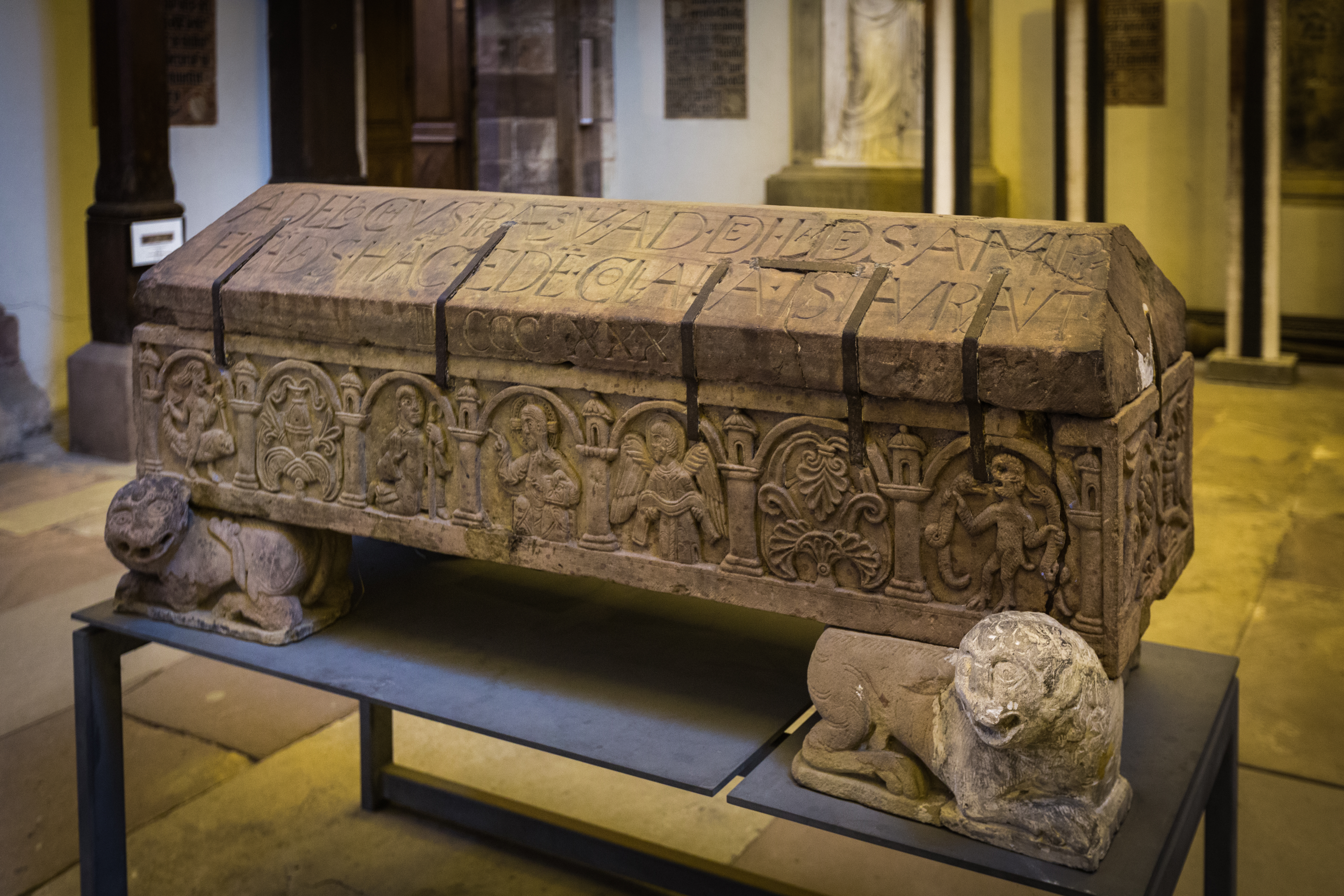
Sarcofaag van Adelochus
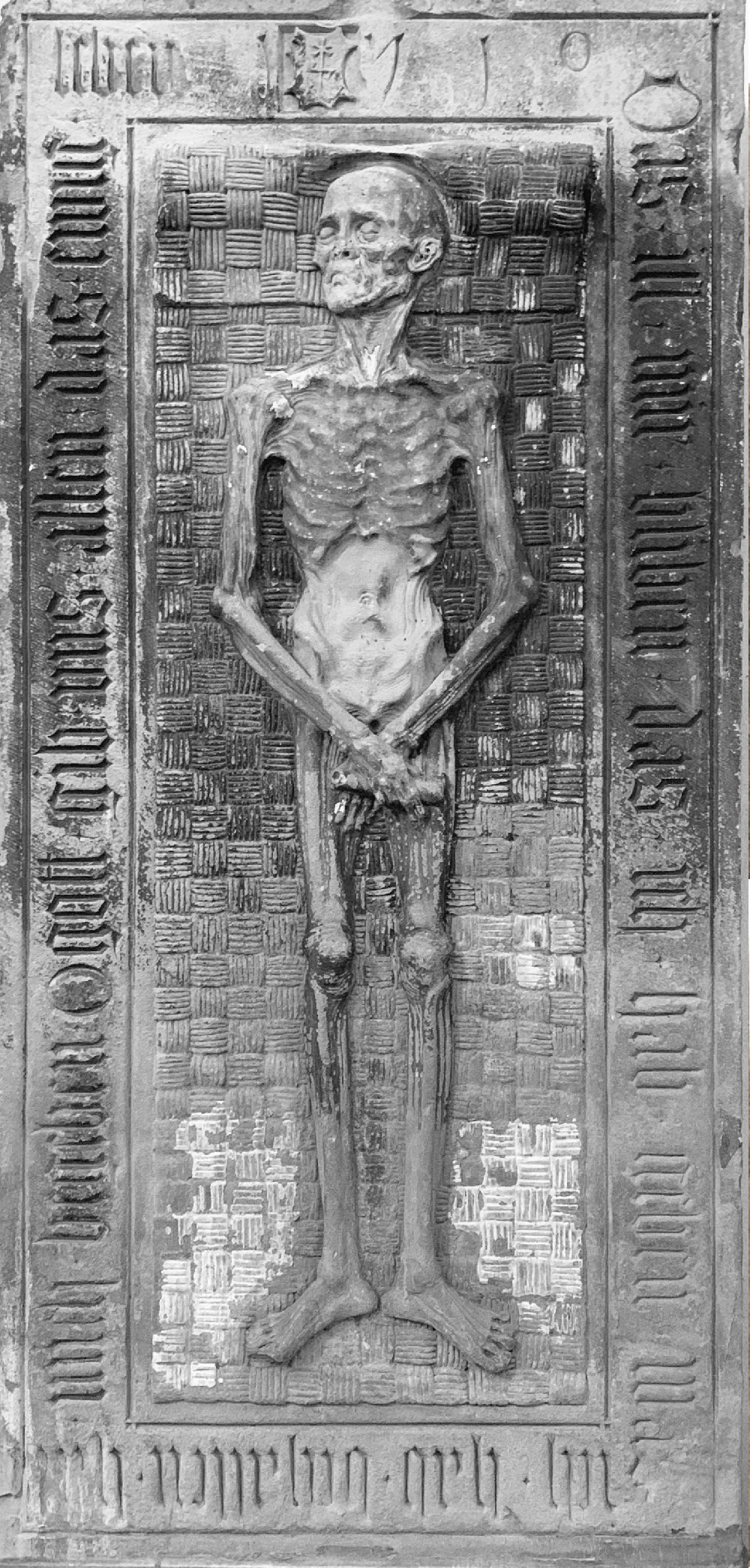
Grafsteen van Nicolas Röder: "Das ist mir bliben das ich hab geben Was ich behalten hat mich begeben O gott gib uns allen das ewig leben"
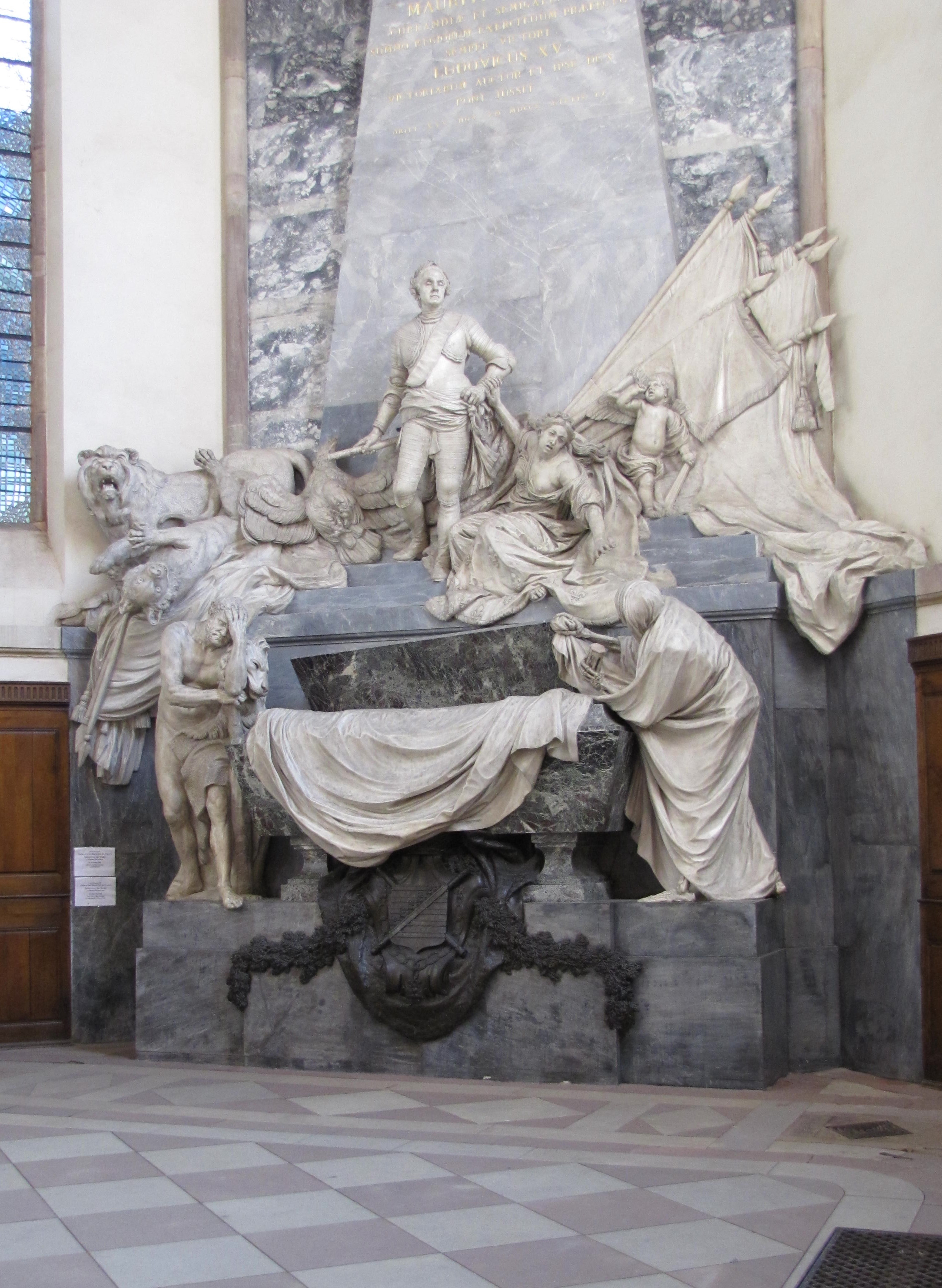
Grafmonument van Maurits van Saksen
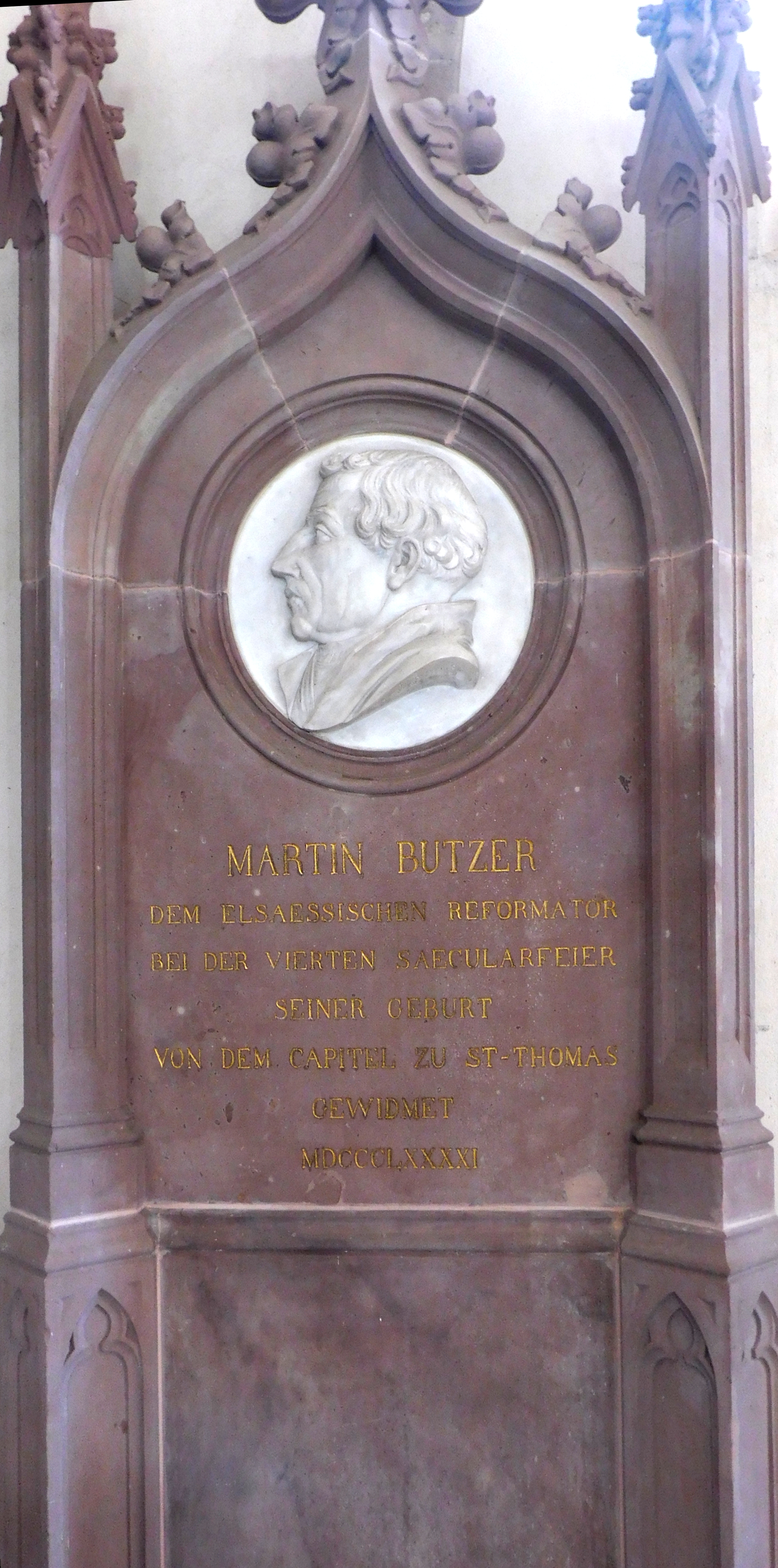
Medaillon van Martin Bucer
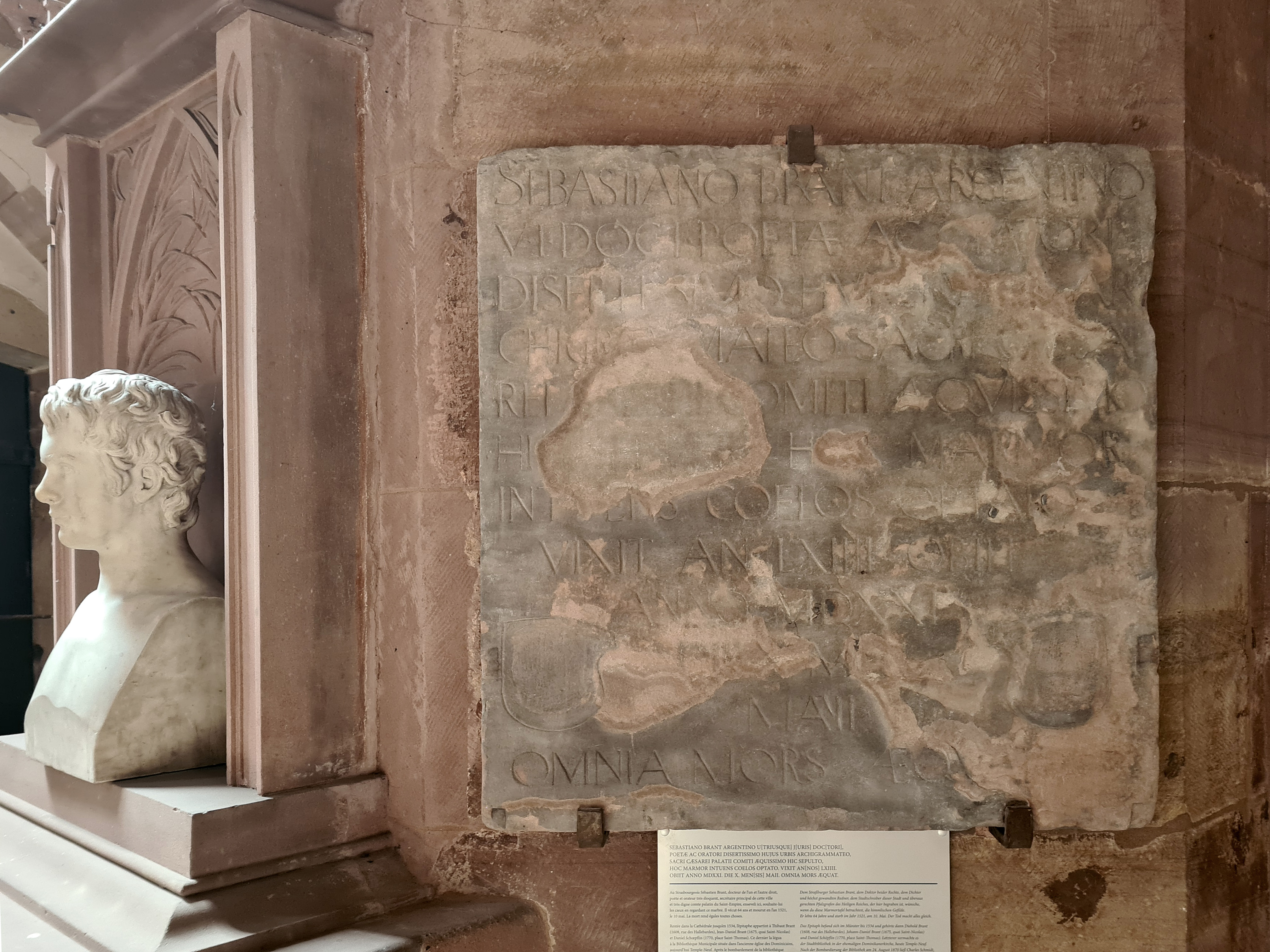
Grafschrift van Sebastian Brant
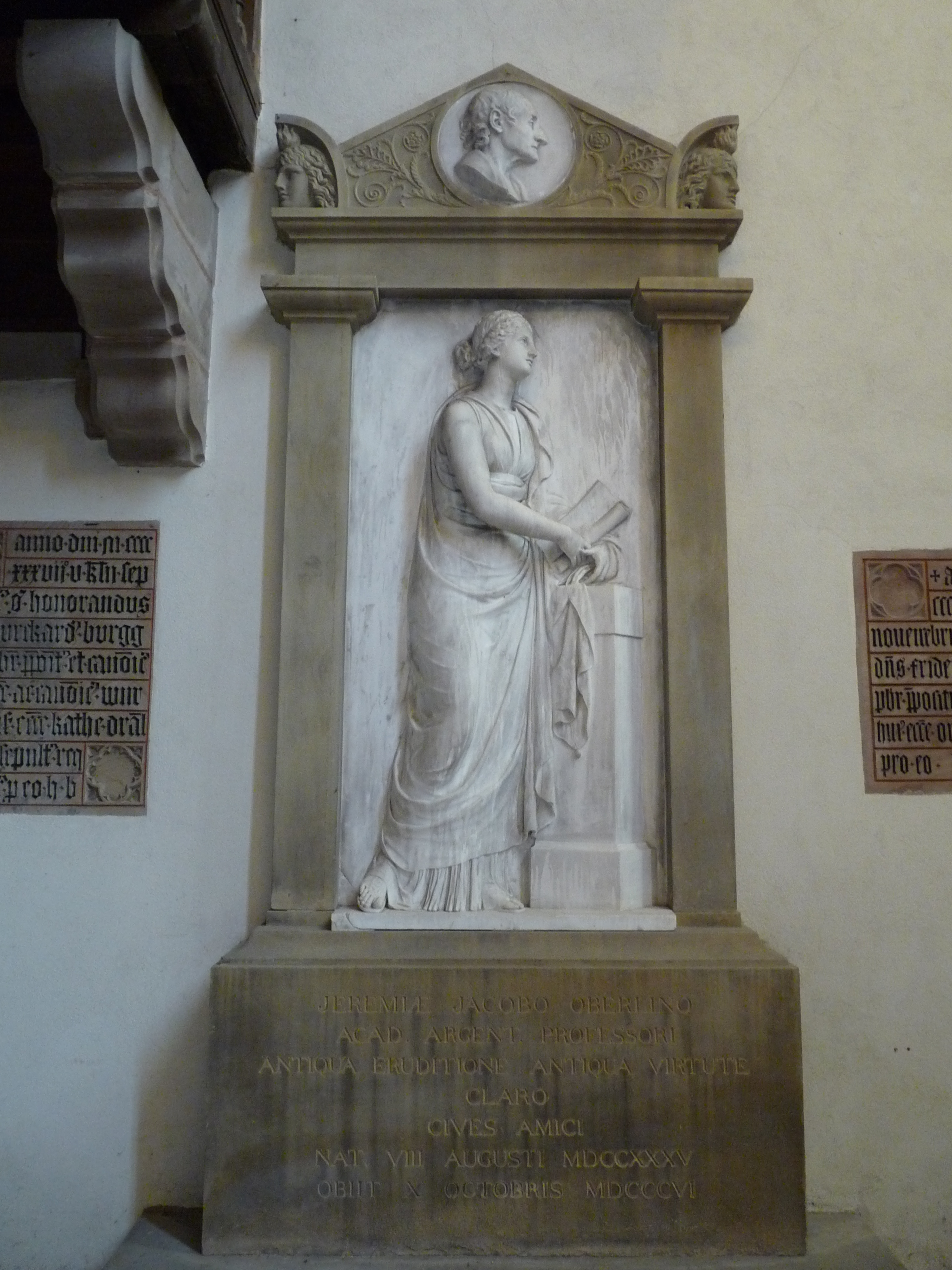
Monument voor Jérémie-Jacques Oberlin
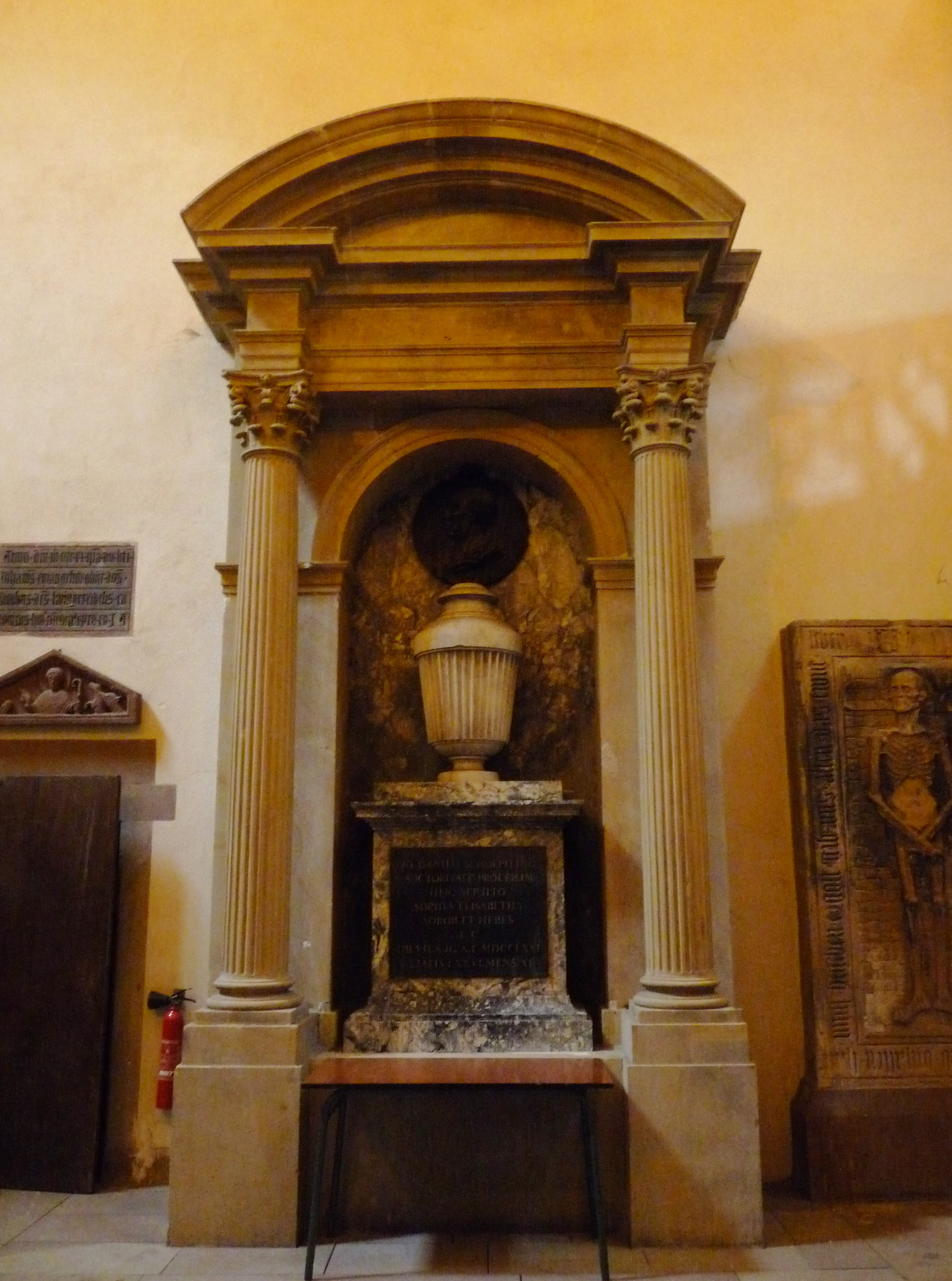
Monument voor Jean-Daniel Schoepflin
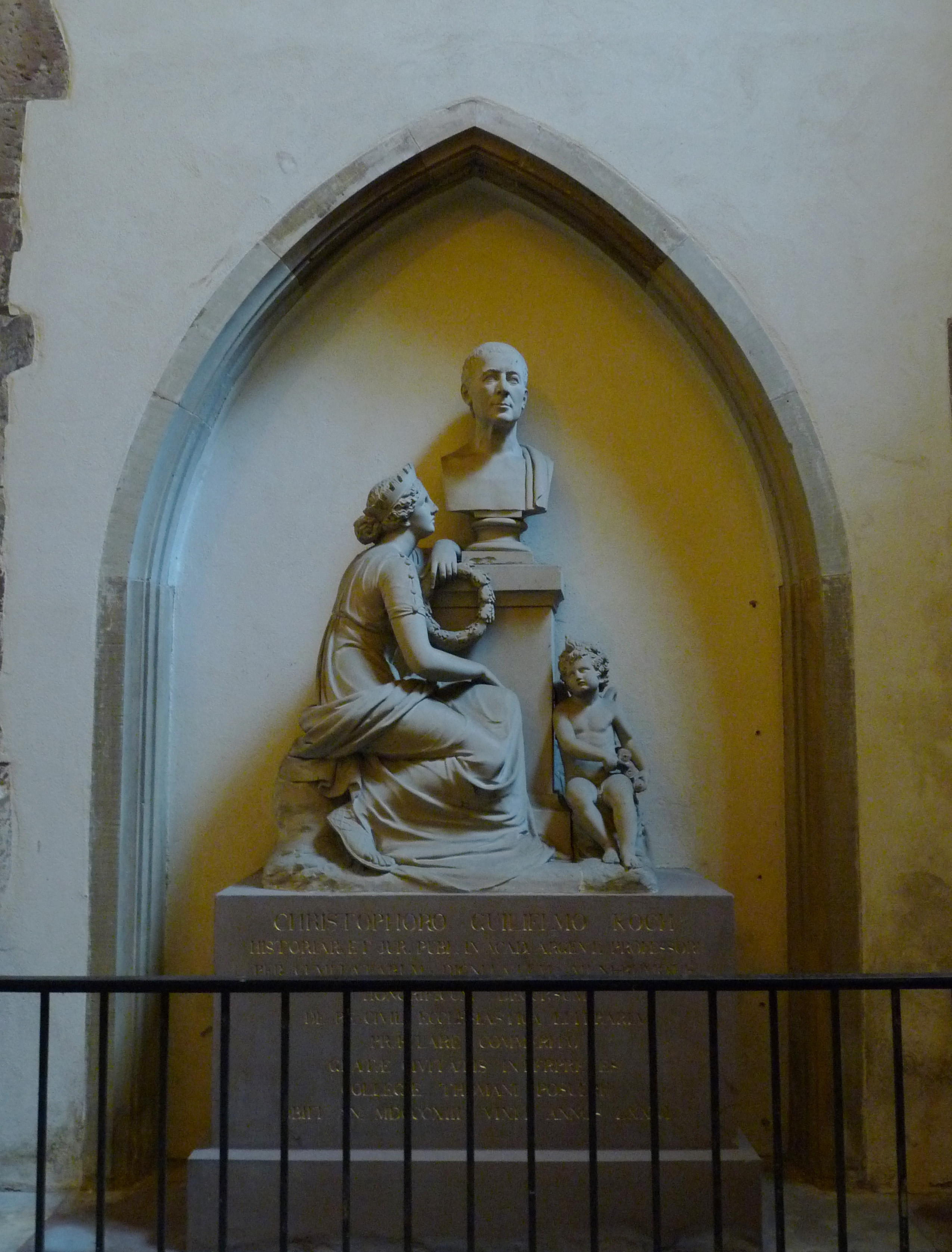
Monument voor Christophe-Guillaume Koch

## Het orgel

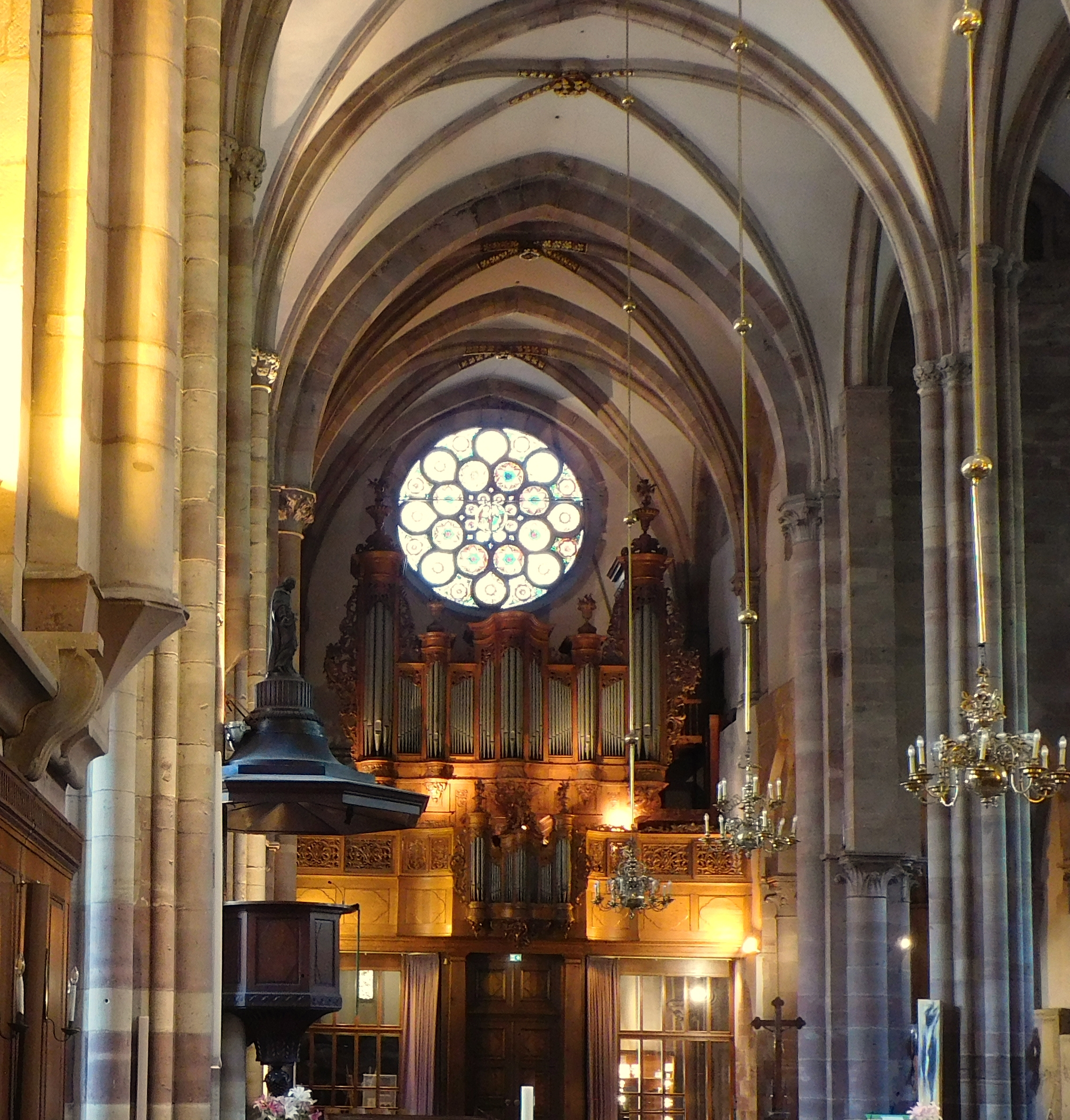
Zicht op het orgel

Het orgel van de Sint-Thomaskerk werd in 1740 gebouwd door de beroemde orgelbouwer Johann Andreas Silbermann (1712-1783). Het werd in 2009 gerestaureerd, nadat in de voorafgaande eeuwen talloze wijzigingen waren doorgevoerd en weer ongedaan gemaakt (1709, 1836, 1927, 1956 en 1979).
Wolfgang Amadeus Mozart prees tijdens zijn bezoek aan Straatsburg in 1778 het orgel om de uitstekende geluidskwaliteit. Albert Schweitzer, die regelmatig op het orgel speelde, organiseerde de traditie van concerten ter herdenking van de dood van Johann Sebastian Bach.
| Dispositie                             | Dispositie                  | Dispositie           | Dispositie              |
| -------------------------------------- | --------------------------- | -------------------- | ----------------------- |
| HOOFDWERK (49 notes C-c3)              | RUGPOSITIEF (49 notes C-c3) | ECHO (49 notes C-c3) | PEDAAL (27 notes C-c11) |
| Bourdon 16'                            | Bourdon 8'                  | Salicional 8'        | Soubasse 16'            |
| Montre 8'                              | Prestant 4'                 | Bourdon 8'           | Octavebasse 8'          |
| Bourdon 8'                             | Flûte 4'                    | Prestant p 4'        | Quinte 5 1/3'           |
| Prestant 4'                            | Nazard 2 2/3'               | Flûte 4'             | Prestant 4'             |
| Nazard 2 2/3'                          | Doublette 2'                | Doublette 2'         | Bombarde 16'            |
| Doublette 2'                           | Tierce 1 3/5'               | Larigot 1/3'         | Trompette 8'            |
| Tierce 1 3/5'                          | Fourniture III              | Flageolet 1'         | Clairon 4'              |
| Cornet V                               | Cromorne 8'                 | Cornet IV            |                         |
| Fourniture IV                          |                             | Cymbale III          |                         |
| Cymbale III                            |                             | Trompette 8'         | Tirasse GO/Péd          |
| Trompette 8' B/D                       |                             |                      | Tirasse Echo/Péd        |
| Clairon 4' B/D                         |                             |                      | Accouplements           |
| Voix Humaine 8'                        | Tremblant doux              | Tremblant Echo       | Pos/GO, Echo/GO         |
| Diapason : A = 392 Hz Tempérament égal |                             |                      |                         |